# Thaiföld a 2022. évi téli olimpiai játékokon
Thaiföld a kínai Pekingben megrendezett 2022. évi téli olimpiai játékok egyik részt vevő nemzete volt. Az országot az olimpián 2 sportágban 4 sportoló képviselte, akik érmet nem szereztek.

## Alpesisí
Férfi
| Versenyző    | Versenyszám      | 1. futam | 1. futam | 2. futam | 2. futam | Összesítés | Összesítés |
| Versenyző    | Versenyszám      | Idő      | Hely.    | Idő      | Hely.    | Idő        | Helyezés   |
| ------------ | ---------------- | -------- | -------- | -------- | -------- | ---------- | ---------- |
| Nicola Zanon | Óriás-műlesiklás | 1:17,53  | 44.      | 1:20,83  | 37.      | 2:38,36    | 38.        |
| Nicola Zanon | Műlesiklás       | 1:05,71  | 45.      | 1:02,24  | 40.      | 2:07,95    | 40.        |

Női
| Versenyző       | Versenyszám      | 1. futam      | 1. futam      | 2. futam | 2. futam | Összesítés | Összesítés |
| Versenyző       | Versenyszám      | Idő           | Hely.         | Idő      | Hely.    | Idő        | Helyezés   |
| --------------- | ---------------- | ------------- | ------------- | -------- | -------- | ---------- | ---------- |
| Mida Fah Jaiman | Óriás-műlesiklás | nem ért célba | nem ért célba | kiesett  | kiesett  | kiesett    | kiesett    |
| Mida Fah Jaiman | Műlesiklás       | nem ért célba | nem ért célba | kiesett  | kiesett  | kiesett    | kiesett    |

## Sífutás
Távolsági
Férfi
| Versenyző      | Versenyszám | Klasszikus | Klasszikus | Szabad     | Szabad     | Összesen   | Összesen |
| Versenyző      | Versenyszám | Idő        | Hely.      | Idő        | Hely.      | Idő        | Helyezés |
| -------------- | ----------- | ---------- | ---------- | ---------- | ---------- | ---------- | -------- |
| Mark Chanloung | 30 km       | 47:00,0    | 62.        | lekörözték | lekörözték | lekörözték | 60.      |
| Mark Chanloung | 50 km       |            |            |            |            | 1:20:11,5  | 49.      |

Női
| Versenyző       | Versenyszám | Idő     | Helyezés |
| --------------- | ----------- | ------- | -------- |
| Karen Chanloung | 10 km       | 33:14,0 | 63.      |

Sprint
| Versenyző       | Versenyszám       | Selejtező | Selejtező | Negyeddöntő | Negyeddöntő | Elődöntő | Elődöntő | Döntő   | Helyezés |
| Versenyző       | Versenyszám       | Idő       | Hely.     | Idő         | Hely.       | Idő      | Hely.    | Idő     | Helyezés |
| --------------- | ----------------- | --------- | --------- | ----------- | ----------- | -------- | -------- | ------- | -------- |
| Karen Chanloung | Női egyéni sprint | 3:36,00   | 61.       | kiesett     | kiesett     | kiesett  | kiesett  | kiesett | 61.      |